# Dani Iglesias
Daniel Iglesias Gago (Santiago de Compostela, 17 de julio de 1995) es un delantero español que juega en el CSA Steaua de Bucarest de la Liga II.

## Trayectoria
Dani Iglesias se formó en la cantera del R. C. Deportivo de La Coruña, debutando con el primer equipo en la temporada 2013-14 en el partido contra el Córdoba C. F. en Segunda División. Permaneció una temporada más en el R. C. Deportivo Fabril en Tercera antes de rescindir con el club gallego.
Una vez libre de su compromiso con el R. C. Deportivo de La Coruña, firmó hasta junio de 2019 con el Deportivo Alavés, siendo cedido el último día del mercado al C. D. Guadalajara. En su debut en la categoría consiguió anotar 7 goles, siendo el máximo goleador del equipo que descendió a Tercera División tras finalizar en 17.ª posición.
A su regreso a Vitoria se incorporó al Deportivo Alavés "B" donde disputó dos play-off de ascenso a 2.ª B y fue uno de los referentes ofensivos del equipo. En verano de 2018, junto a su compañero Ioritz Landeta, salió cedido al N. K. Istra 1961 de la Prva HNL, conjunto croata propiedad del Deportivo Alavés.
A su regreso finalizó su relación contractual con el Deportivo Alavés y se marchó al H. N. K. Rijeka.
 Después de Croacia probó fortuna en Eslovaquia, donde jugó para el F. C. Spartak Trnava y el Š. K. F. Sereď.
El 29 de julio de 2022 firmó por el Fotbal Club Dinamo de Bucarest que la temporada anterior había descendido a la Liga II. Estuvo dos años en este equipo y en julio de 2024 fichó por el CSA Steaua de Bucarest.

## Clubes
| Club                             | País       | Año       |
| -------------------------------- | ---------- | --------- |
| R. C. Deportivo de La Coruña "B" | España     | 2012-2015 |
| Deportivo Alavés "B"             | España     | 2015-2019 |
| C. D. Guadalajara (cedido)       | España     | 2015-2016 |
| N. K. Istra 1961 (cedido)        | Croacia    | 2018-2019 |
| H. N. K. Rijeka                  | Croacia    | 2019-2021 |
| F. C. Spartak Trnava (cedido)    | Eslovaquia | 2021      |
| Š. K. F. Sereď                   | Eslovaquia | 2021-2022 |
| F. C. Dinamo de Bucarest         | Rumania    | 2022-2024 |
| CSA Steaua de Bucarest           | Rumania    | 2024-     |

## Palmarés

### Títulos nacionales
| Título          | Club            | País    | Año  |
| --------------- | --------------- | ------- | ---- |
| Copa de Croacia | H. N. K. Rijeka | Croacia | 2020 |